# Ladra (album)
Ladra è un album del cantante italiano Simone Tomassini, pubblicato il 20 marzo 2009.

## Descrizione
L'album non viene riconosciuto ufficialmente nella discografia di Simone poiché è stato pubblicato senza l'autorizzazione del cantautore (perché sono i provini di Simone registrati nel suo studio e non un vero e proprio disco).
Il quarto album ufficiale di Simone sarebbe dovuto uscire per l'estate 2009; a gennaio 2009 Simone va a Roma per la registrazione.
L'album verrà invece pubblicato con l'etichetta Disc Over - Azzurra senza il consenso dell'artista il 20 marzo su iTunes e nei negozi di dischi.
Anche dopo la pubblicazione dell'album Simone continua a cantare per un po' di tempo (fino a inizio 2010) nei locali W la musica sempre, uno dei pezzi principali dell'album che era stato registrato permettendo ai fan di fare da coristi.rimosso l I cori erano stati registrati il 25 gennaio in un locale di Cermenate. Ladra non venne mai riconosciuto nella discografia e il quarto disco ufficiale uscì dopo altri due anni nel 2011 con il suo stesso nome.
I brani dell'album non saranno più ripresi nella discografia ufficiale di Simone fino al 2020 ad eccezione di W la musica sempre che verrà abbinato nel 2012 in un CD singolo alla canzone Spero davvero.

## Tracce
Testi e musiche di Simone Tomassini, eccetto dove indicato.
1. Quante volte ti sei perso
2. Comunque sia (testo: Simone Tomassini e Alessandro Nardone – musica: Simone Tomassini)
3. Ladra
4. Penso (e ci ripenso su)
5. C'hanno provato
6. Addio paura
7. Senza te
8. Ora è l'ora
9. W la musica sempre! (testo: Simone Tomassini – musica: Simone Tomassini e Riccardo de Filippo)
10. Ladra (bonus version)